# حزب برنا
حزب برنا یک حزب ناسیونالیست بود که در سال ۱۳۲۲ در تهران تأسیس شد. مؤسس اصلی و بنیانگذار این حزب نادر نادرپور بود.

## سایر بنیانگذاران
از دیگر اعضای بنیانگذار این حزب می‌توان به پرویز صیرفی تهرانیان، محمود کشفیان، عباس مستوفی اشاره کرد.

## عقاید حزب
این حزب یک حزب ناسیونالیست بود و بیشتر فعالیت‌های ملی گرایانه را دنبال می‌کرد.

## سایر اعضا
از سایر اعضای سرشناس این حزب می توان به محمدعلی خنجی، داریوش همایون، جلال آل احمد، محسن پزشکپور، علینقی عالیخانی و محمدرضا عاملی تهرانی، سیاوش کسرایی و منوچهر اطمینانی اشاره کرد.
حزب برنا مدتی بعد از تأسیس با گروه‌های دیگر متحد و در هم ادغام شده و نهضت محصلین را تأسیس کردند.